# Alberto Benito
Benito  Guerrero est un nom espagnol. Le premier nom de famille, en général paternel, est Benito ; le second, en général maternel, souvent omis, est Guerrero.
Alberto Benito Guerrero (né le 3 mars 1975 à Madrid) est un coureur cycliste espagnol. Il passe professionnel en 2000 au sein de l'équipe Banesto.

## Palmarès et classements mondiaux

### Palmarès
- 1997
  - 2e de Pampelune-Bayonne
- 1998
  - Trofeo Ayuntamiento Olazagutia
- 1999
  - 3e étape du Trofeo Diputacion de Alicante
  - Trofeo Ayuntamiento Olazagutia
  - 2e étape du Tour de la Communauté aragonaise
  - 2e du Trofeo Diputacion de Alicante
- 2001
  - 1re étape du Tour de l'Alentejo
- 2003
  - Troféu RDP-Algarve
  - 2e étape du Tour des Terres de Santa Maria da Feira
  - 2e étape du Grande Prémio Internacional Paredes Rota dos Móveis
  - 2e étape du Tour du Portugal
  - 2e étape du Grand Prix International CTT Correios de Portugal
- 2004
  - 1re étape du Tour de l'Alentejo
  - 1re étape du Tour de l'Algarve
  - 2e étape du Tour des Terres de Santa Maria da Feira
  - 4e étape du Trophée Joaquim Agostinho
  - 3e du Grand Prix International CTT Correios de Portugal
- 2005
  - Clássica da Primavera
  - 2e de la Classic Loire-Atlantique
  - 2e de Cholet-Pays de Loire
- 2006
  - 4e étape du Tour de l'Alentejo

### Classements mondiaux
| Année           | 2005 | 2006 |
| --------------- | ---- | ---- |
| UCI Europe Tour | 85e  | 487e |